# Galathea (okręt)
„Galathea” – nazwa noszona na przestrzeni dziejów przez okręty Kongelige Danske Marine:
- „Galathea” – okręt podwodny typu Ægir z początku XX wieku[1]
- „Galathea” – okręt hydrograficzny, ex-brytyjski slup typu Grimsby HMS „Leith” (U36) z lat 30. XX wieku[2]